# Largidea shoshonea
Largidea shoshonea är en insektsart som beskrevs av Knight 1968. Largidea shoshonea ingår i släktet Largidea och familjen ängsskinnbaggar. Inga underarter finns listade i Catalogue of Life.